# Grok (веб фрејмворк)
Grok је веб фрејмворк отвореног кода базиран на Zope Toolkit технологији. Пројекат је започет током 2006. од стране многобројних Zope програмера. Његове главне технологије (Martian, grokcore.component) су такође коришћене у другим Zope-базираним пројектима.
Примарни мотив иза Grok-а је да се учини Zope Toolkit технологијом више доступном и лакшом за нове програмере и, у исто време, да убрза развој апликација, у складу са агилним развојем софтвера.
Да би се постигло ово, Grok се користи методом конвенције-преко-конфигурације уместо експлицитне XML базираног конфигурационог језика (ZCML) као што Zope Toolkit и BlueBream то раде. Grok користи код Пајтона за конфигурацију компоненту, и има много имплицитних почетних подешавања и конвенција. Grok је сличан по осећају са осталим Пајтон веб фрејмворковима као што су TurboGears, Pylons and Django.